# 2019 au Québec
Cet article traite des événements survenus en 2019 au Québec. 

## Événements

### Janvier
- 8 janvier - Benoit Charette succède à MarieChantal Chassé comme ministre de l'Environnement[1].
- 11 janvier - Gilbert Rozon, écarté du monde des affaires après avoir fait objet d'allégations d'inconduites sexuelles, poursuit son ancienne entreprise, Juste pour rire[2].
- 17 janvier - Yves-François Blanchet devient officiellement chef du Bloc québécois[3].
- 20 janvier - Une tempête de neige mêlée à un froid glacial s'abat sur le Québec. Cette combinaison est un phénomène rare qui ne s'était pas vu depuis 1920[4].
- 21 janvier - François Legault rencontre Emmanuel Macron à Paris à l'occasion de sa première visite officielle en France en tant que premier ministre. Les deux hommes parlent d'augmenter les échanges commerciaux entre les deux États[5].
- 23 janvier - Québec annonce des modifications concernant le registre des armes à feu. Ces assouplissements concernent entre autres la longueur du canon, le numéro unique de l'arme et la nécessité d'informer les autorités sur l'endroit où est entreposé l'arme en question. Ces assouplissements contentent la Fédération québécoise des chasseurs et pêcheurs et l'association Poly se souvient[6].

### Février
- 1er février - Après avoir affirmé qu'il n'y avait pas d'islamophobie au Québec, François Legault précise qu'il n'y a pas de «courant islamophobe» au Québec. Ses premiers propos avaient suscité un certain tollé dans l'opposition ainsi que chez certains musulmans du Québec[7].
- 5 février - Le premier ministre canadien Justin Trudeau refuse de négocier la création d'une déclaration d'impôt unique gérée par le Québec avec le gouvernement caquiste. À Québec, où les travaux parlementaires reprennent, on se dit déçu[8].
- 7 février - Le gouvernement dépose un projet de loi modifiant la loi sur l'immigration du Québec. Elle vise à intégrer les nouveaux immigrants en favorisant l'apprentissage du français et des valeurs démocratiques pratiquées sur le territoire[9].
- 8 février - Alexandre Bissonnette, auteur de l'attentat de la grande mosquée de Québec, est condamné à 40 ans de prison ferme. La communauté musulmane de Québec se dit extrêmement déçue de cette peine car elle aurait voulue le condamner à 150 ans de prison[10].
- 14 février - Le gouvernement dépose un projet de loi visant à offrir le service de maternelle dans les écoles à tous les enfants de 4 ans à partir de 2023[11].
- 20 février - Un regroupement d'avocats attaque en justice le gouvernement caquiste qui a suspendu 18 000 dossiers d'immigration en attente[12].
- 25 février - La Cour supérieure émet une injonction obligeant le gouvernement à traiter les 18 000 dossiers des immigrants en attente et l'empêchant pour le moment de les mettre à la poubelle[13].
- 27 février - À la suite de déficiences dans la gestion municipale de Chambly, le gouvernement décide la mise en tutelle de la ville. Le même jour, une série de perquisitions de l'UPAC a lieu dans la même municipalité[14].

### Mars
- 8 mars - Jugeant « déraisonnable » sa sentence de 40 ans de prison, Alexandre Bissonnette décide de porter sa cause en appel. Bissonnette a été reconnu coupable de la tuerie de la mosquée de Québec en janvier 2017[15].
- 11 mars - La députée de Marie-Victorin, Catherine Fournier, annonce qu'elle quitte le Parti québécois et qu'elle siégera maintenant comme députée souverainiste indépendante. Elle ne croit plus que ce parti puisse un jour réaliser l'indépendance du Québec[16].
- 15 mars - Des milliers d'étudiants manifestent pour le climat à Montréal et à Québec. Il y a 136 200 étudiants en grève à travers la province. Tous répondent à l'appel de la jeune Suédoise Greta Thunberg qui a demandé aux étudiants du monde entier de faire la grève en vue de faire respecter l'Accord de Paris par les gouvernements[17].
- 21 mars - Le premier budget caquiste annonce des revenus de 115,6 milliards et des dépenses de 113,1 milliards pour un surplus de 2,5 milliards. La dette est de 200,8 milliards, soit 46,1 du PIB. Des sommes substantielles sont consacrées à l'éducation, à la santé et aux aînés. Par contre, la protection de l'environnement est un peu mise de côté[18].
- 22 mars - Un prêtre est poignardé en pleine messe à l'oratoire Saint-Joseph de Montréal. Il s'en tire avec des blessures mineures. L'auteur de l'attentat, Vlad Cristian Eremia, est accusé de tentative de meurtre et de voies de fait armées. Ses motifs semblent pour le moment obscurs[19].
- 25 mars - Les chauffeurs de taxi déclenchent une grève générale d'une journée afin de protester contre le projet de loi dérèglementant l'industrie du taxi[20].
- 27 mars
  - Selon un mémoire déposé à la Cour d'appel du Québec, une majorité de provinces devrait approuver une éventuelle indépendance du Québec pour qu'elle soit considérée légale. C'est en tout cas ce que soutient le gouvernement fédéral[21].
  - L'archidiocèse de Montréal annonce une enquête sur les crimes sexuels commis dans la région par le clergé au cours des sept dernières décennies[22].
- 28 mars
  - L'Assemblée nationale adopte à l'unanimité une motion enlevant le crucifix du Salon bleu. C'est Maurice Duplessis qui l'y avait placé en 1936[23].
  - Le gouvernement dépose le projet de loi sur la laïcité interdisant le port de signes religieux aux employés de l'État en position de coercition (juges, policiers) ainsi qu'aux enseignants des écoles primaires et secondaires du réseau public. Il protège cependant les employés portant déjà un signe religieux[24].
- 30 mars - Lors d'un conseil national tenu à Québec, les membres de Québec solidaire décident d'inscrire dans leur programme qu'aucune règle particulière ne doit régir le port de signes religieux[25].

### Avril
- 5 avril - Dans une lettre à La Presse, l'ex co-président de la commission Bouchard-Taylor, Gérard Bouchard, critique le projet de loi sur la laïcité présenté par la CAQ. Selon lui, les enseignants ne devraient pas être inclus parmi les personnes détenant un pouvoir de coercition. L'interdiction du port des signes religieux ne devrait pas les concerner. Il y a quelques jours, l'autre co-président le la même commission, Charles Taylor[26] s'est prononcé contre toute interdiction du port de signes religieux[27].
- 14 avril - Deux manifestations se déroulent à Montréal pour protester contre le projet de loi 21 sur la laïcité. L'une d'elles est organisée par différents groupes religieux. Les participants, dont le nombre est de quelques centaines, qualifient le projet de loi de discriminatoire et d'inconstitutionnel[28].
- 18 avril - Québec annonce la nomination de Guy Leblanc à la tête d'Investissement Québec. Sa rémunération sera de 800 000 $ par année. Celle de son prédécesseur s'établissait à 523 000 $. Les oppositions à l'Assemblée nationale sont outrées[29].
- 21 avril - Des inondations printanières, dues à la pluie et à la fonte des neiges, affectent le Québec en amont de la ville de Québec. Cinquante municipalités sont touchées dont Pontiac, Rigaud et la région de Laval. La région de la Beauce est la plus touchée avec plus de 1000 maisons inondées. Les municipalités les plus touchées sont Beauceville, Sainte-Marie-de-Beauce et Scott[30].
- 23 avril - Selon la Sécurité civile, 3252 maisons sont touchées par les inondations à travers le Québec[31].
- 26 avril - Selon Urgence-Québec, le nombre de maisons inondées est maintenant de 3148 et le nombre de personnes évacuées de 1111. La région de Lachute et de la rivière du Nord est à son tour touchée par la crue printanière[32].
- 27 avril - La crue est la cause d'une rupture d'une digue à Sainte-Marthe-sur-le-Lac. 6500 personnes sont évacuées[33].
- 30 avril - À Granby, la mort d'une fillette de sept ans des suites des sévices infligés par son père et sa belle-mère provoque l'indignation à travers la province. Québec annonce la tenue de deux enquêtes, une par la Commission des droits de la personne et des droits de la jeunesse (CDPDJ) et l'autre par le Centre intégré universitaire de santé et de services sociaux (CIUSSS) de l'Estrie pour faire la lumière sur la situation[34].

### Mai
- 1er mai - Le salaire minimum augmente de 50 cents passant à 12,50 $[35].
- 4 mai - La Sécurité civile déclare que la descente du niveau des cours d'eau inondés se résorbe lentement[36].
- 7 mai - La commission parlementaire sur la loi sur la laïcité débute[37].
- 15 mai - Québec dépose un projet de loi encadrant les chiens dangereux. Les municipalités auront la responsabilité de faire respecter la loi dans laquelle aucune race n'est nommée. Les villes qui le désirent pourront adopter des normes plus sévères sur la possession de chiens[38].
- 19 mai - François Legault entame une tournée commerciale de quatre jours à New York et à Washington[39].
- 30 mai - 
  - Le gouvernement dépose le projet de loi 26 visant à réaliser un système de tramways dans la ville de Québec[40].
  - François Legault annonce la création d'une commission spéciale sur la protection de la jeunesse. Son principal but sera d'analyser les dispositifs actuels de protection de la jeunesse et de les améliorer. Sa présidente sera Régine Laurent et quatre de ses membres représenteront les quatre partis de l'Assemblée nationale[41].

### Juin
- 2 juin - Lors de la soirée des Prix Iris, le film 1991 remporte l'Iris du meilleur film. Debbie Lynch-White remporte le trophée de la meilleure interprétation féminine dans La Bolduc et Martin Dubreuil celui de la meilleure interprétation masculine dans À tous ceux qui ne me lisent pas[42].
- 15 juin - Le projet de loi sur l'immigration est adopté après 19 heures de débat à l'Assemblée nationale. Le gouvernement a imposé le bâillon pour ne pas tarder à le faire adopter[43].
- 16 juin - Le gouvernement impose également le bâillon pour faire adopter le projet de loi 21 intitulé Loi sur la laïcité de l'État. La Coalition avenir Québec et le Parti québécois ont voté pour, le Parti libéral et Québec solidaire contre[44].
- 17 juin - Le Conseil national des Canadiens musulmans et l'Association des libertés civiles annoncent qu'ils vont contester en Cour la loi 21 sur la laïcité de l'État[45].
- 20 juin
  - La direction des Caisses Desjardins annonce qu'un employé de l'entreprise a volé les données personnelles de 2,7 millions de membres: nom, prénom, adresse, numéro de téléphone, adresse courriel. Ces informations pourraient maintenant se trouver entre les mains de personnes mal intentionnées. Les Caisses ont en tout 7 millions de clients[46].
  - Ouverture officielle de la plage urbaine de Verdun à Montréal[47].
- 21 juin - La mairesse de Montréal, Valérie Plante, profite de la Journée des Autochtones pour débaptiser la rue Amherst qui portera maintenant le nom de rue Atateken. Jeffery Amherst était un général britannique célèbre pour avoir offert des couvertures infestées par la variole aux Autochtones. Atateken est un mot mohawk signifiant fraternité[48].
- 24 juin - Le nouveau pont Samuel-De Champlain est ouvert à la circulation en direction de Montréal. Il sera ouvert en direction sud le 1er juillet[49].
- 26 juin - Sortie du film La Femme de mon frère de Monia Chokri. Ce film avait remporté le Prix Coup de cœur du jury lors du Festival de Cannes 2019[50].
- 27 juin
  - Le ministre des Transports, François Bonnardel, annonce que le troisième lien entre Québec et Lévis sera un tunnel qui passera sous la pointe ouest de l'île d'Orléans. Sa longueur totale sera de 10 kilomètres dont 6 sous le fleuve. Le ministre confirme que le patrimoine de l'île sera préservé. Les travaux commenceront en 2022[51].
  - Dominique Anglade annonce sa candidature à la chefferie du Parti libéral. 7 des 29 députés l'appuient dont Carlos J. Leitao, Hélène David et Kathleen Weil[52].

### Juillet
- 4 juillet - Le ministre Lionel Carmant annonce l'injection de $ 47 millions dans la Direction de la protection de la jeunesse (DPJ). Ce budget supplémentaire s'inscrit à la suite de l'affaire de la petite martyre de Granby, morte en avril des suites de la maltraitance que lui avait fait subir son père et sa belle-mère[53].
- 10 juillet - Lors du conseil de la fédération, le premier ministre de l'Alberta, Jason Kenney, déclare que le Québec n'a pas le droit de refuser la construction d'un oléoduc sur son territoire. Le fédéral, estime-t-il, devrait intervenir et l'obliger à se plier à la volonté des autres provinces[54].
- 11 juillet - Une tornade ravage un terrain de camping et détruit quelques bâtiments à Saint-Roch-de-l'Achigan[55].
- 16 juillet - Le chantier maritime Davie de Lévis obtient le plus important contrat de son histoire. Le gouvernement fédéral lui octroie $ 500 millions pour l'entretien de trois frégates. Il restera donc ouvert pour une dizaine d'années[56].

### Août
- 5 août - Un carambolage sur l'autoroute 440 à Laval fait quatre morts et douze blessés dont trois grièvement. Neuf véhicules dont deux poids lourds sont impliqués[57].
- 6 août - La député de Joliette, Véronique Hivon, annonce qu'elle ne briguera pas la chefferie du Parti québécois en 2020. Elle invoque des raisons familiales[58].
- 8 août - L'administration Plante annonce son projet de créer le Grand Parc de l'Ouest dans l'Ouest-de-l'Île de Montréal, qui serait le plus grand de compétence municipale du Canada[59].
- 14 août - Le ministre des Finances, Eric Girard, annonce qu'il déposera un projet de loi devant encadrer les agences de crédit, ceci dans la foulée du vol de données personnelles chez Desjardins[60].
- 19 août
  - Le groupe Capitales Médias, comprenant entre autres Le Soleil, La Tribune, Le Nouvelliste et Le Droit, déclare faillite faute de liquidités[61].
  - Le financement complet du projet de réseau structurant de transport en commun à Québec (lequel inclut un tramway) est annoncé en présence du premier ministre Justin Trudeau[62].
- 23 août - Le gouvernement fédéral nomme un négociateur qui entamera des démarches avec le Canadien National afin d'acquérir le pont de Québec. Si les négociations n'aboutissent pas, Ottawa envisage des moyens législatifs pour obliger la compagnie de chemins de fer à le peinturer[63].
- 30 août - Le député libéral de Jean-Talon, Sébastien Proulx, annonce son retrait de la vie politique[64].

### Septembre
- 4 septembre - François Legault confie au ministre Simon Jolin-Barrette le dossier de la langue. Jolin-Barrette est également ministre de l'Immigration[65].
- 10 septembre - La ministre Sonia LeBel déclare que son gouvernement songe sérieusement à préparer un référendum sur la réforme du mode de scrutin qui aurait lieu en même temps que les élections générales de 2022[66].
- 11 septembre - La campagne électorale fédérale débute. Les élections ont lieu le 21 octobre. Au Québec, 78 circonscriptions sont à pourvoir[67].
- 17 septembre - François Legault profite de la campagne électorale fédérale pour faire connaître ses demandes. Parmi elles, figurent le respect de la loi 21, une augmentation des pouvoirs en matière d'immigration, la protection de la langue française et l'instauration d'une déclaration de revenus unique[68].
- 18 septembre - La chanteuse Céline Dion commence sa tournée internationale Courage au Centre Vidéotron de Québec[69].
- 25 septembre - La CAQ dépose le projet de loi 39 réformant le mode scrutin québécois. Le nombre de sièges d'un parti politique devra mieux correspondre au pourcentage de votes récoltés lors de l'élection. Le mode de scrutin uninominal à un tour serait remplacé par un mode de scrutin mixte produisant un Parlement composé de 80 députés de circonscriptions et de 45 députés de régions. Cette réforme devra être approuvée par la population lors d'un référendum qui aura lieu en même temps que les élections générales de 2022[70].
- 27 septembre - Des centaines de milliers de personnes manifestent pour le climat à Montréal, Québec et d'autres villes du Québec. À Montréal, où elles sont menées par la jeune militante suédoise Greta Thunberg[71], entre 450.000 et 500.000 manifestants se réunissent selon les organisateurs[72] (la police ne donne pas de chiffre mais parle d'une « mobilisation historique »[72]), ce qui en fait probablement « la plus importante manifestation de l’histoire du Québec »[73].
- 30 septembre - Le rapport de la commission Viens estime que les autochtones du Québec sont victimes de discrimination systémique de la part des services publics. Ceux-ci n'ont pas été capables au cours des années de répondre adéquatement à leurs demandes. Il émet 142 recommandations que le gouvernement doit prioriser pour remédier à la situation[74].

### Octobre
- 1er octobre - Le gouvernement dépose le projet de loi visant à transformer les commissions scolaires en centres de service. Les élections scolaires seront abolies et les conseils des commissaires seront remplacés par des conseils d'administration constitués de membres non rémunérés[75].
- 2 octobre - Dans la foulée du rapport Viens, François Legault et l'Assemblée nationale offrent leurs excuses aux autochtones pour leurs actions passées[76].
- 10 octobre - Le projet de loi 17 déréglementant l'industrie du taxi est finalement adopté sans bâillon[77].
- 21 octobre - Le Parti libéral de Justin Trudeau est réélu pour un second mandat, mais perd sa majorité à la Chambre des communes. Il remporte 157 sièges contre 121 pour les conservateurs d’Andrew Scheer, 32 pour le Bloc québécois d’Yves-François Blanchet et 24 pour le Nouveau Parti démocratique de Jagmeet Singh. Le Parti vert d’Elizabeth May remporte trois circonscriptions et il y a une candidate indépendante. Au Québec, le résultat est de 35 libéraux, 32 bloquistes, 10 conservateurs et un néo-démocrate. Maxime Bernier perd en Beauce[78].
- 22 octobre - François Legault déclare, qu'avec un gouvernement minoritaire et 33 % du vote au Québec, Justin Trudeau n'a pas la légitimité pour contester la loi 21 sur la laïcité[79].
- 27 octobre - Cœur de pirate remportent le prix d'interprétation féminine et le prix d'album pop de l'année lors du 41e gala des prix Félix. Alexandra Stréliski est la révélation de l'année et l'auteure-compositrice-interprète de l'année. Loud est l'interprète masculin de l'année[80].
- 29 octobre - La loi 2 sur le cannabis est adoptée. L'âge légal pour consommer du cannabis passera de 18 à 21 ans à partir du 1er janvier 2020[81].
- 30 octobre - Le gouvernement Legault annonce qu'il imposera un test des valeurs aux nouveaux immigrants à partir du 1er janvier 2020[82].

### Novembre
- 1er novembre
  - À la suite de forts vents, le Québec subit une panne d'électricité sur presque tout son territoire. Au plus fort de la panne, 990 000 personnes sont privées de courant. Dans certaines régions, le rebranchement prendra quelques jours[83].
  - Annonce que le vol de données chez Caisses Desjardins touche finalement tous ses membres. Cela comprend 4 400 000 clients et 173 000 entreprises[84].
- 4 novembre - La Commission spéciale sur l'exploitation sexuelle des mineurs commence ses auditions. Elle est présidée par le député Ian Lafrenière et comprend des députés de tous les partis politiques. Son but est de faire des recommandations afin de contrer ces crimes plus efficacement[85].
- 6 novembre - Le gouvernement Legault recule dans sa réforme de l'immigration en créant une clause des droits acquis pour les étudiants et les travailleurs temporaires déjà établis au Québec[86].
- 7 novembre - L'énoncé économique du gouvernement annonce des revenus de 117 milliards $ et des dépenses de 113 milliards $ pour l'année en cours[87].
- 8 novembre - Le gouvernement Legault suspend temporairement son projet de réforme sur l'immigration[88].
- 10 novembre - L'indépendance du Québec est à l'ordre du jour lors du congrès de refondation du Parti québécois qui se tient à Trois-Rivières. Le nom et le logo du parti pourraient changer dans les mois à venir. On étudie aussi la possibilité que des sympathisants aient droit de vote lors de la prochaine course à la direction[89].
- 17 novembre - L'indépendance du Québec est le principal thème de Québec solidaire qui tient son congrès à Longueuil. Elle se ferait lors d'un premier mandat du gouvernement de ce parti. Une armée serait créée et le poste de lieutenant-gouverneur serait aboli de même que le serment d'allégeance à la monarchie britannique[90].
- 18 novembre - L'ancienne première ministre Pauline Marois préside une campagne de financement pour faire la promotion de la langue française. L'objectif est de recueillir 5 millions $ en 2 ans[91].
- 23 novembre : 
  - La 55e coupe Vanier (en) se déroule à Québec[92].
  - L'ancien président de l'Union des municipalités du Québec et maire de Drummondville, Alexandre Cusson, annonce qu'il briguera l'investiture du Parti libéral contre Dominique Anglade[93].
- 25 novembre - Le député de Jonquière, Sylvain Gaudreault, se présente comme candidat à l'investiture du Parti québécois[94].
- 28 novembre - Le gouvernement caquiste et le Parti québécois critiquent les publicités payées par le gouvernement manitobain pour attirer à Winnipeg les personnes opposées à la loi 21 sur la laïcité[95].

### Décembre
- 2 décembre - La caquiste Joëlle Boutin remporte l'élection partielle de Jean-Talon[96].
- 4 décembre - Québec adopte un Règlement sur l'encadrement des chiens dangereux. Il établit les pouvoirs des municipalités qui pourront adopter des règlements plus sévères contre les chiens dit dangereux et contre leurs propriétaires[97].
- 8 décembre - Le gouvernement termine la session parlementaire en faisant adopter sous bâillon la loi 34, permettant à Hydro-Québec d'augmenter les tarifs d'électricité sans passer par la Régie de l'énergie[98].
- 12 décembre - Contesté dans son propre parti, Andrew Scheer démissionne de son poste de chef du Parti conservateur du Canada. Plusieurs militants lui reprochaient entre autres son maigre score aux dernières élections fédérales[99].
- 19 décembre - Les élèves de l'école secondaire Massey-Vanier de Cowansville sont confinés dans leurs classes pendant deux heures par mesure de sécurité. Trois personnes menaçantes sont interpellées par les policiers de la Sûreté du Québec[100].
- 23 décembre - La Cour supérieure du Québec annonce qu'elle accepte le plan de restructuration des 6 journaux du Groupe Capitales Médias en coopératives des travailleurs[101].

## Décès
- 9 janvier - Pierre de Bané (homme politique) (º 2 août 1938)
- 10 janvier - Chantal Belhumeur (danseuse) (º 1948)
- 17 janvier - Fernand Labrie (endocrinologue, chercheur) (º 28 juin 1937)
- 6 février - Guy Emond (journaliste) (º 1941)
- 11 février - Réal Giguère (animateur à la télévision) (º 24 mai 1933)
- 16 février - Mario Chenart (auteur, compositeur, interprète) (º 1961)
- 19 février - Nicole Martin (chanteuse) (º 29 septembre 1949)
- 25 mars - Michel Lamothe (musicien) (º 21 février 1948)
- 28 mars - François-Marc Gagnon (historien de l'art) (º 18 juin 1935)
- 31 mars - Yves Préfontaine (écrivain) (º 1er février 1937)
- 12 avril - Jean-Claude Mirandette (musicien des Charbonniers de l'enfer) (º 25 août 1956)
- 2 mai - Jean-François Viau (homme politique et consultant) (º 1er août 1958)
- 18 mai - Jean Beaudin (réalisateur et producteur) (º 6 février 1939)
- 27 mai - Jocelyne Blouin (météorologue) (º 17 octobre 1950)
- 31 mai - Jean-Claude Labrecque (réalisateur et documentaliste) (º 19 juin 1938)
- 26 juin - Georges Brossard (notaire et entomologiste, fondateur de l'Insectarium de Montréal) (º 11 février 1940)
- 29 juin - Claude Lemieux (comédien) (º 14 mai 1952)
- 30 juin - André Jobin (journaliste) (º 1938)
- 2 juillet - Jacques Rougeau (père) (catcheur) (º 27 mai 1930)
- 4 juillet -
  - Laurent McCutcheon (militant engagé dans les droits des LGBT) (º 16 décembre 1942)
  - Jean Royer (poète) (º 26 juin 1938)
- 9 juillet - France Nadeau (journaliste) (º 9 octobre 1933)
- 12 juillet - Joseph Rouleau (chanteur lyrique) (º 28 février 1929)
- 23 juillet - Yves Jasmin (relationniste, gestionnaire de Expo 67) ( 27 février 1922)
- 6 août - Robert La Haye (avocat criminaliste) (º 20 mai 1943)
- 28 août - Jean Barbeau (dramaturge) (º 10 février 1945)
- 3 septembre - Pierre Nadeau (journaliste) (º 19 décembre 1936)
- 16 septembre - Vic Vogel (musicien et compositeur) (º 3 août 1935)
- 1er octobre - Gérald Tougas (écrivain) (º 26 avril 1933)
- 3 octobre - Roger Taillibert (architecte français, concepteur du Stade olympique de Montréal) (º 21 janvier 1926) (décédé en France)
- 21 novembre - Andrée Lachapelle (actrice) (º 13 novembre 1931)
- 24 novembre - Claude Béland (président du Mouvement Desjardins) (º 25 janvier 1932)
- 10 décembre - Jean Pagé (journaliste sportif) (º 8 mars 1946)
- 15 décembre - Monique Leyrac (Monique Tremblay) (chanteuse et comédienne québécoise) (º 26 février 1928)
- 19 décembre - Antoine Désilets (photographe) (º 15 septembre 1927)
- 20 décembre - Rémi Savard (anthropologue) (º 27 mars 1934)

## Sources et références
1. ↑  Environnement: la ministre MarieChantal Chassé remplacée par Benoit Charette
2. ↑  Gilbert Rozon poursuit Juste pour rire
3. ↑  Yves-François Blanchet devient le nouveau chef du Bloc québécois
4. ↑  Un mélange de froid glacial et de neige, jamais vu depuis 1920, s'abat sur l'est du pays
5. ↑  Macron et Legault misent sur une «nouvelle impulsion» économique France-Québec
6. ↑  Le gouvernement Legault enlève des «irritants» à la Loi sur l'immatriculation des armes à feu
7. ↑  Il y a de l'islamophobie au Québec, concède Legault
8. ↑  Trudeau ferme la porte à une déclaration d'impôt unique gérée par Québec
9. ↑  Québec éliminera 18 000 dossiers d'immigration non traités
10. ↑  Alexandre Bissonnette condamné à 40 ans de prison ferme
11. ↑  La maternelle pour tous les enfants de 4 ans dès 2023, à un coût plus élevé
12. ↑  Québec attaqué en justice pour vouloir annuler 18 000 dossiers d'immigration
13. ↑  Le ministère de l'Immigration du Québec forcé de reprendre l'étude des dossiers en attente
14. ↑  La ville de Chambly mise sous tutelle
15. ↑  Alexande Bissonnette porte en appel sa peine de prison
16. ↑  Catherine Fournier quitte le PQ et siégera comme souverainiste indépendante
17. ↑  Marée humaine pour le climat dans les rues de Montréal
18. ↑  Les faits saillants du premier budget de la CAQ
19. ↑  Un prêtre poignardé en pleine messe à l'oratoire Saint-Joseph
20. ↑  Les chauffeurs de taxi du Québec mettent leurs menaces à exécution
21. ↑  Pas d'indépendance du Québec sans l'accord d'une majorité de provinces, plaide Ottawa
22. ↑  Le passé de milliers de prêtres québécois soumis à un examen
23. ↑  Le retrait du crucifix du Salon bleu adopté à l'unanimité
24. ↑  Le projet de la CAQ sur la laïcité protège les droits acquis
25. ↑  Signes religieux: les membres de Québec solidaire votent pour la totale liberté
26. ↑  Projet de loi 21: «j'ai honte», dit le philosophe Charles Taylor
27. ↑  Signes religieux: mises au point de Gérard Bouchard
28. ↑  Laïcité: élus et citoyens manifestent contre le projet de loi 21 à Montréal
29. ↑  Guy Leblanc confirmé comme nouveau patron d'Investissement Québec
30. ↑  Émission L'Info, RDI, 22 avril 2019.
31. ↑  Émission L'Info, RDI, 23 avril 2019.
32. ↑  Les élus promettent de faire ce qu'il faut pour aider les sinistrés
33. ↑  Rupture d'une digue: plus de 6500 personnes évacuées à Sainte-Marthe-sur-le-Lac
34. ↑  Mort d’une fillette à Granby: le ministre Carmant demande la tenue de deux enquêtes
35. ↑  Le salaire minimum passera à 12,50 $ le 1er mai prochain au Québec
36. ↑  La crue printanière se résorbe lentement, confirme la Sécurité civile
37. ↑  Des partisans de la laïcité plaident leur cause en commission parlementaire
38. ↑  Québec serre la vis aux propriétaires de chiens
39. ↑  François Legault aux États-Unis pour «peser sur les bons boutons»
40. ↑  Projet de loi déposé pour la réalisation du tramway à Québec
41. ↑  Québec officialise sa commission spéciale sur la protection de la jeunesse
42. ↑  1991, de RHicardo Trogi, meilleur film au Gala Cinéma Québec
43. ↑  Le projet de loi sur l'immigration adopté après un marathon de 19 heures
44. ↑  L'Assemblée nationale adopte la loi sur la laïcité de l'État
45. ↑  La constitutionalité de la loi sur la laïcité est contestée en cour
46. ↑  Vol massif de données personnelles chez Desjardins
47. ↑  Mayssa Ferah, « Tous à la plage… à Verdun », La Presse,‎ 20 juin 2019 (lire en ligne, consulté le 23 juillet 2023)
48. ↑  La rue Amherst devient la rue Atateken
49. ↑  Le pont Samuel-De Champlain maintenant ouvert
50. ↑  La Femme de mon frère sur Cinoche.com
51. ↑  3e lien: un tunnel sous l'île d'Orléans
52. ↑  Les libéraux ont «manqué d'écoute» - Dominique Anglade, candidate à la direction du PLQ
53. ↑  47 millions de dollars pour réduire les listes d'attente à la DPJ
54. ↑  Le Québec ne peut pas refuser un oléoduc sur son territoire, selon Jason Kenney
55. ↑  Une tornade a frappé Saint-Roch-de-l'Achigan, confirme Environnement Canada
56. ↑  Davie obtient un «contrat majeur» de 500 M $ pour moderniser 3 frégates
57. ↑  L'accident sur l'autoroute 440 a fait 4 morts et 12 blessés
58. ↑  Véronique Hivon ne sera pas de la course à la chefferie du PQ
59. ↑  Suzanne Colpron, « Grand parc dans l’ouest de Montréal: Ottawa injectera 50 millions », La Presse,‎ 21 août 2019 (lire en ligne, consulté le 7 avril 2024)
60. ↑  Vol de données chez Desjardins: Québec compte encadrer les agences de crédit
61. ↑  C'est la fin pour Capitales Médias
62. ↑  Justin Trudeau donne le feu vert au financement du tramway à Québec
63. ↑  Le fédéral confirme son intention de racheter le pont de Québec
64. ↑  L'ex-ministre libéral Sébastien Proulx quitte la politique
65. ↑  Jolin-Barrette hérite du dossier de la langue
66. ↑  Un référendum sur le mode de scrutin en même temps que les élections de 2022?
67. ↑  Le Canada officiellement en campagne électorale
68. ↑  Laïcité et immigration: Québec présente ses demandes au fédéral
69. ↑  En première mondiale à Québec, Céline Dion offre une performance éblouissante
70. ↑  La CAQ consultera les Québécois sur la réforme électorale par référendum
71. ↑  Plusieurs centaines de milliers de manifestants à Montréal pour le climat
72. 1 2  La Presse canadienne, « «Près d’un demi-million» de manifestants dans les rues de Montréal », sur lapresse.ca, La Presse Canadienne, 27 septembre 2019 (consulté le 28 septembre 2019)
73. ↑  Jean-Thomas Léveillé, « Grève mondiale pour le climat : foule record à Montréal », sur lapresse.ca, La Presse Canadienne, 28 septembre 2019 (consulté le 28 septembre 2019)
74. ↑  Commission Viens: l'État perpétue des pratiques discriminatoires
75. ↑  Voici comment les commissions scolaires seront transformées
76. ↑  Communautés autochtones: «L'État québécois a manqué à son devoir», admet Legault
77. ↑  Le projet de loi sur les taxis est adopté
78. ↑  Le parti libéral formera un gouvernement minoritaire
79. ↑  «Trudeau a eu le message sur la loi 21», croit François Legault
80. ↑  Alexandra Stréliski et Cœur de pirate dominent la récolte des prix au 41e Gala de l'ADISQ
81. ↑  Cannabis: l'âge légal au Québec passera à 21 ans dès le 1er janvier
82. ↑  Le gouvernement Legault impose un test des valeurs dans la sélection des immigrants
83. ↑  Après les vents violents, les clients d'Hydro-Québec devront faire preuve de patience
84. ↑  Le vol de données de Desjardins touche tous ses membres
85. ↑  Commission sur l'exploitation sexuelle: entre répression et sensibilisation
86. ↑  Québec recule sur ses réformes en immigration
87. ↑  Mise à jour économique: Québec nage dans l'argent
88. ↑  Immigration: la réforme du gouvernement Legault suspendue, des consultations à venir
89. ↑  Nouveau nom et nouveau logo pour le PQ?
90. ↑  Québec solidaire résolument indépendantiste
91. ↑  Pauline Marois et John Parisella en campagne pour le français
92. ↑  Coupe Vanier: le titre échappe aux Carabins
93. ↑  Alexandre Cusson se lance dans la course à la chefferie du PLQ
94. ↑  Sylvain Gaudreault dans la course à l'investiture du Parti québécois
95. ↑  Loi 21: la campagne publicitaire du Manitoba mal reçue à Québec
96. ↑  La CAQ s'empare du château fort libéral de Jean-Talon
97. ↑  Québec adopte le règlement qui encadre les chiens dangereux
98. ↑  Louis-Gabriel Parent-Belzile et Hugo Prévost, « Tarifs d'électricité : la loi adoptée sous le bâillon », sur Radio-Canada.ca, 8 décembre 2019 (consulté le 10 décembre 2019)
99. ↑  Andrew Scheer quitte la direction du Parti conservateur
100. ↑  Confinement à l'école Massey-Vanier de Cowansville: 3 personnes interpellées
101. ↑  Groupe Capitales Médias: le tribunal approuve la restructuration